# هي (مسلسل)
هي هو مسلسل مغربي من إخراج مراد الخودي سنة 2020، ومن بطولة كل من رشيد الوالي، زينب عبيد، أمين الناجي، أيوب اليوسفي، ابتسام العروسي، عبد السلام البوحسيني، مريم بكوش، طارق البخاري، وآخرون.

## قصة المسلسل
تدور أحداث المُسلسل حول «سُفيان» الشاب الذي ينتمي إلي بيئة اجتماعية مُحافظة، والذي يتعرف بالمُصادفة على «نهاد» المُذيعة التي تنتمي لعائلة تهتم بالثقافة والأدب والفنون، فينجذب لها ويقع في حبها، ولكنه يقع أسيرا للتقاليد وفارق الطبقات الاجتماعية بينهما، وتتداخل وتتشابك الأحداث أملاً في أن ينجح كل منهما في إقناع أهله بارتباطهما.